# Филарх
Филарх (др.-греч. Φύλαρχος) — древнегреческий историк риторического стиля, живший в III веке до н. э., главным сочинением которого является «История» (Ἱστορίαι).

## Биография
Место его рождения точно неизвестно, вероятно, это были Афины, Сикион или Навкратис. С большей уверенностью можно говорить о датах жизни Филарха. От Полибия мы узнаем, что Филарх был современником Арата и рассказывал о тех же событиях, что и Арат в своей истории. Арат умер в 213 г. до н. э., а работа его заканчивается 220 г. до н. э. Поэтому можно предположить, что Филарх жил примерно до 215 г. до н. э.

## Труды
Филарх писал небольшие произведения исторической и мифологической тематики. Однако известность ему принесла «История», в частности история Пелопоннеса. Труд был написан в 28 томах и охватывал период продолжительностью в 50 лет от похода Пирра на Пелопоннес (272 г. до н. э.) до смерти спартанского царя Клеомена III (219 г. до н. э.).

## Стиль
Произведения Филарха были ярким образцом исторического повествования риторического стиля. Язык его «Истории» живой и драматичный. Таким образом, Филарх, вероятно, стремился произвести впечатление на читателя. Однако ценность труда несколько уменьшается из-за использования анекдотов, частого отклонения от предмета описания, а также общей антимакедонской направленности сочинения.

## Оценки Филарха
Историк Полибий дает Филарху довольно негативную оценку. Он называет Филарха врагом Ахейского союза и также отмечает, что «в его утверждениях каждый прежде всего поражается непониманию и незнанию общеизвестных предметов – состояния и богатства эллинских государств, а историкам это должно быть известно прежде всего». Полибию вторит Плутарх. Но его в его оценке меньше резкости. Вероятно, потому, что историк заимствовал свидетельства Филарха при описании царей.

## Сохранность произведений
Произведения Филарха не сохранились, но отрывки дошли до нас в трудах Плутарха, Помпея Трога и Афинея. Эти отрывки впоследствии были изданы Лухтом (1836), Брюкнером (1839), Мюллером (Historicorum graecorum fragmenta (FGH), 1841, том I, стр. 334—358), а также Феликсом Якоби (Felix Jacoby. Fragmente der Griechischen Historiker (FGrHist), № 81).